# 泰迪·鄧恩
泰迪·鄧恩（Edward Wilkes "Teddy" Dunn，1980年6月19日—）是一位出生在澳大利亞的美國演員。他最著名的作品是在美眉校探中飾演Duncan Kane角色。他對法律領域也很有興趣，現在是一位律師。

## 外部連結
- 泰迪·鄧恩在互联网电影资料库（IMDb）上的資料（英文）